# Фогель, Бернхард (гравёр)
 Бернхард Фогель  (нем. Bernhard Vogel; 1683, Нюрнберг, Бавария — 1737, Нюрнберг) — немецкий гравёр, мастер бытового жанра и портрета в технике меццо-тинто.
Сведений о художнике сохранилось мало. Известно только, что Бернхард Фогель был учеником гравёра и торговца произведениями искусства Кристофа Вайгеля Старшего в Нюрнберге. Женился на дочери Элиаса Кристофа Хайсса в Аугсбурге; от обоих Фогель усвоил навыки работы в технике меццо-тинто. Фогель награвировал множество портретов, композиций на религиозные сюжеты и бытовые сценки, в основном по рисункам и живописным оригиналам других художников. Пытался наладить торговлю гравюрами, но неудачно.
Его наиболее известная работа: Альбом из 73 гравюр на меди в технике (манере) меццо-тинто, выполненных в 1730-х годах по произведениям Яна Купецкого. Гравюры и печатные формы были приобретены Иоганном Даниэлем Прейслером (Младшим), но опубликованы позднее, в 1745 году в Нюрнберге под названием «Ioannis Kupezky, incomparabilis artificis, Imagines et picturae, quotquot earum haberi potuerunt, antea ad quinque dodecades arte, quam vocant nigra, aeri incisae a Bernhardo Vogelio, iam vero similiter continuatae opera et sumtibus Valent. Dan. Preisleri, chalcographi Norib. MDCCXLV».
Его сын Иоганн Кристоф Фогель (? — 1750) также был гравёром по меди.

## Галерея

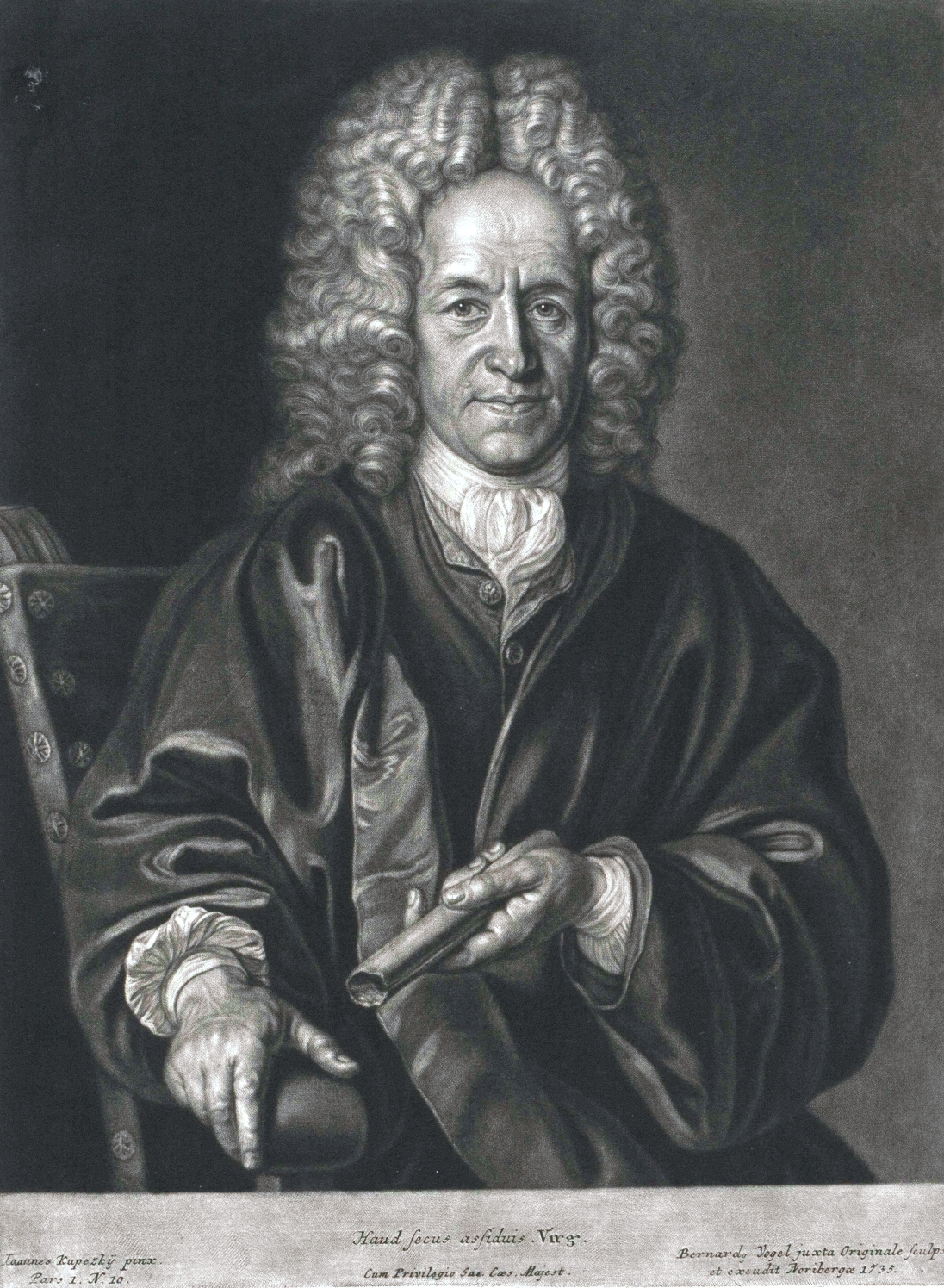
Кристоф Вайгель Старший. Гравюра Б. Фогеля по оригиналу Я. Купецкого. 1735
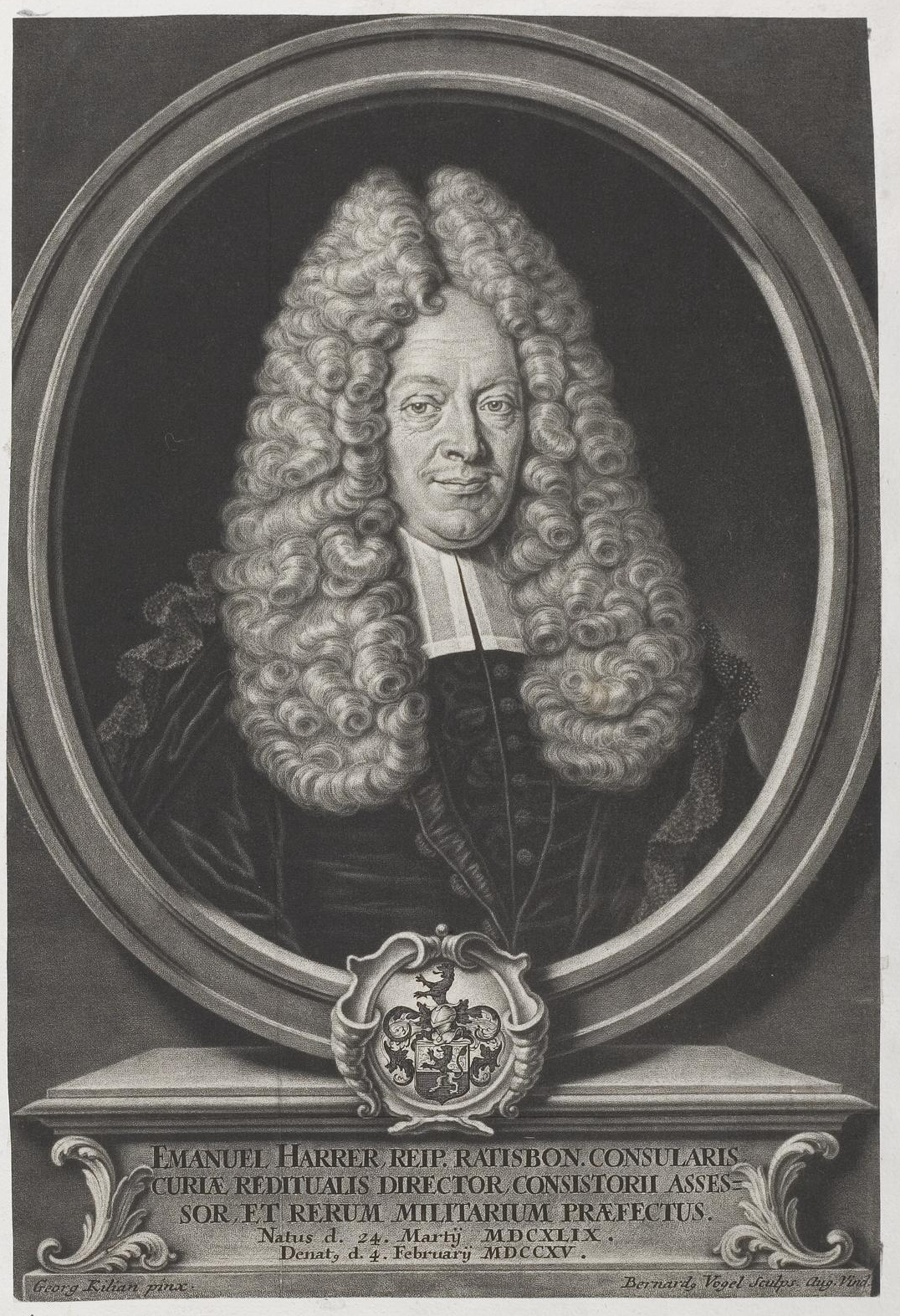
Э. Харрер. Бургомистр Регенсбурга. Гравюра В. Фогеля по живописному оригиналу Г. Килиана. Ок. 1725
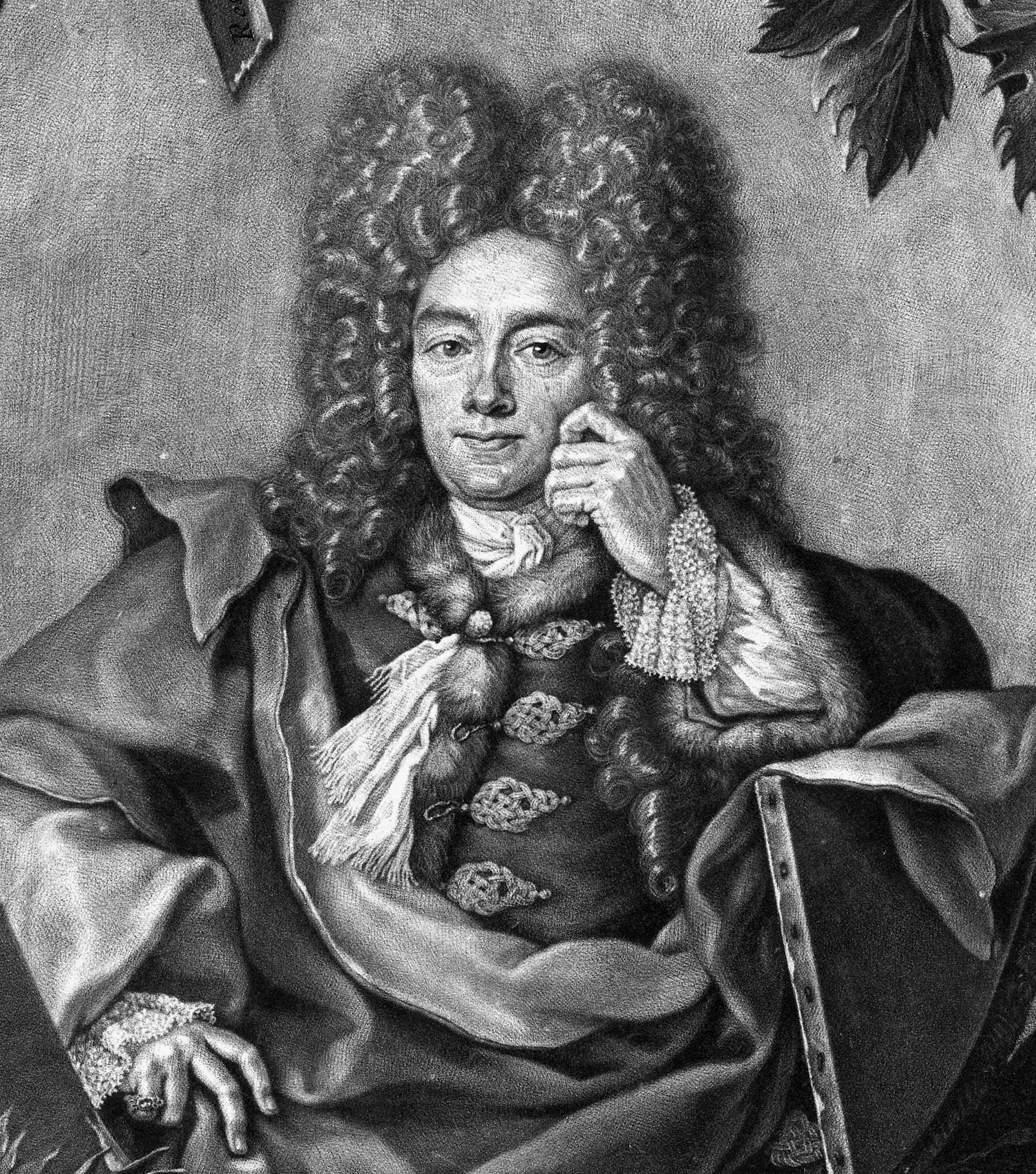
Художник К. Л. Агрикола. Меццо-тинто В. Фогеля. 1771
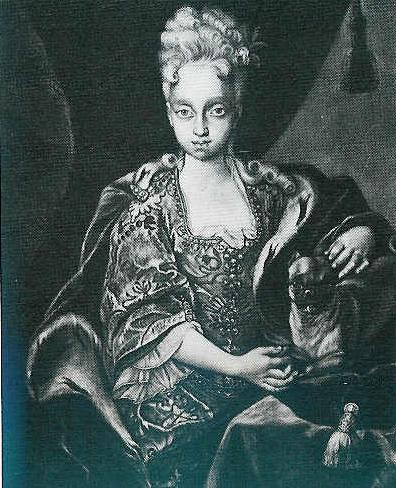
Мария Йозефа Габсбург. Меццо-тинто В. Фогеля по оригиналу Я. Купецкого. 1737